# Condalia henriquezii
Condalia henriquezii är en brakvedsväxtart som beskrevs av Boldingh. Condalia henriquezii ingår i släktet Condalia och familjen brakvedsväxter. Inga underarter finns listade i Catalogue of Life.